# Tamás Erdélyi (piragüista)
Tamás Erdélyi (1 de febrero de 2001) es un deportista húngaro que compite en piragüismo en las modalidades de aguas tranquilas y maratón.
Ganó una medalla de bronce en el Campeonato Europeo de Piragüismo de 2022, en la prueba de K4 1000 m. Además, obtuvo dos medallas en el Campeonato Mundial de Piragüismo en Maratón, en los años 2021 y 2024, y una medalla de plata en el Campeonato Europeo de Piragüismo en Maratón de 2025.

## Palmarés internacional
| Campeonato Europeo | Campeonato Europeo | Campeonato Europeo | Campeonato Europeo |
| Año                | Lugar              | Medalla            | Competición        |
| ------------------ | ------------------ | ------------------ | ------------------ |
| 2022               | Múnich (Alemania)  | Medalla de bronce  | K4 1000 m          |

| Campeonato Mundial | Campeonato Mundial       | Campeonato Mundial | Campeonato Mundial |
| Año                | Lugar                    | Medalla            | Competición        |
| ------------------ | ------------------------ | ------------------ | ------------------ |
| 2021               | Pitești (Rumania)        | Medalla de plata   | K2                 |
| 2024               | Metković (Croacia)       | Medalla de bronce  | K2                 |
| Campeonato Europeo |                          |                    |                    |
| Año                | Lugar                    | Medalla            | Competición        |
| 2025               | Ponte de Lima (Portugal) | Medalla de plata   | K2                 |